# 8tv
8tv Cataluña (anteriormente conocida como Citytv y Td8) fue un canal de televisión en abierto español de cobertura autonómica, que transmitió a través de la TDT para Cataluña desde el 23 de abril de 2001 hasta el 17 de octubre de 2023. El canal era operado por Emissions Digitals de Catalunya, una empresa propiedad de OC 2022, y ofrecía una programación de carácter generalista.
El cese de sus emisiones estaba programado para el 15 de octubre de 2023, pero el cierre definitivo se produjo a medianoche del día siguiente.
Actualmente, parte de su contenido se sigue emitiendo en la plataforma de YouTube. Además, tras el cierre de 8tv, algunos de sus programas, como "Queremos opinar", se trasladaron a Canal 4.
En las frecuencias de TDT donde anteriormente emitían Canal Català TV y El Punt Avui TV, ahora se transmite Canal 4.
A partir del 11 de septiembre de 2025 donde emitía en TDT 8tv Cataluña en todas sus frecuencias en TDT emitirá 2CAT (TVE).

## Historia
Con el nombre de Citytv inició sus emisiones el 23 de abril de 2001, inicialmente limitadas a la ciudad de Barcelona y posteriormente extendidas a toda su área metropolitana. A diferencia del resto de televisiones locales catalanas del momento, desde sus inicios apostó por la contratación de presentadores catalanes populares como Jordi González, Alfonso Arús, Àngel Llàcer, Toni Clapés, Llucià Ferrer o Toni Soler.
El 1 de agosto de 2003 obtuvo la única licencia privada de televisión digital terrestre (TDT) con cobertura en toda la comunidad autónoma concedida por la Generalidad. De este modo, pasaba de ser una televisión local a convertirse en el primer canal privado autonómico de Cataluña.
En mayo de 2004 extendió su cobertura, aún analógica, al resto de provincias catalanas. Ello fue posible gracias a los acuerdos alcanzados por el Grupo Godó con Mediapro (que poseía una frecuencia en Lérida a través de Antena Local) y Flaix TV, quien cedió a Citytv sus frecuencias en Tarragona y Gerona a cambio de obtener uno de los futuros canales de TDT concedidos a Godó.
El 27 de febrero de 2006 cambió su nombre por el de Td8, y el 4 de abril inició las emisiones de prueba en formato digital. Pocos meses después, en noviembre de 2006 cambió nuevamente su nombre por el de 8tv.
En septiembre de 2007 estrenó Sexo en Nueva York, primera serie doblada al catalán por la propia cadena.
El 11 de noviembre de 2007 el Grupo Godó releva al Jefe de Informativos, Joan Maria Claveguera, y al Consejero Delegado, Lluís Oliva, siendo substituido este por Albert Rubio. También prescinde del programa Amics, coneguts i saludats y de su conductor, el periodista Josep Puigbó. La cadena ya había prescindido recientemente de programas como Xtra, Envasat al 8, X-Top, Força Barça o Menjar de veritat, quedando su programación de producción propia bajo mínimos. Paralelamente, uno de sus rostros populares, Ruth Jiménez, quien había conducido los informativos desde su puesta en marcha en enero, abandona el canal para incorporarse a La 2.
El 10 de febrero de 2008 comenzaron las emisiones un nuevo canal en su multiplex digital, 105TV, un canal musical basado en el formato de la radiofórmula musical RAC105 que en 2010 cambió su nombre a RAC105 TV.
Desde diciembre del 2009, 8tv se puede ver también en las plataformas televisivas de pago Vodafone TV, Orange TV e Movistar+.
En 2011 se estrena La competencia y Tú dirás, espacios de RAC1 pasados a la TV. Y la nueva apuesta de 8tv 8 al día, según sus responsables, 8 al día será “un programa 3D”, ya que en el tratamiento de la información aplicará siempre tres reglas: “Directo, dinámico y decidido” y un equipo de 40 personas trabajará cada día en ofrecer a los espectadores catalanes la información de la actualidad más candente.
El 21 de mayo de 2015 Mediaset España compra el 40% de Emissions Digitals de Catalunya, la sociedad propietaria de 8TV, hasta entonces propiedad al 100% del Grupo Godó (editor del diario La Vanguardia).
El 21 de marzo de 2018 se anuncia la marcha de  Alfons Arús y de su equipo de Arucitys tras 16 temporadas para fichar por La Sexta de Atresmedia. 8tv emitió su último  Arucitys el 22 de junio de 2018 tras 3.380 programas.
En marzo de 2021, OC 2022 S.L anunció la compra Emissions Digitals de Catalunya por 10 millones de euros al Grupo Godó, que en julio de 2021 fue aprobada por el Consejo del Audiovisual de Cataluña (CAC).
El 14 de agosto de 2021, empezó a emitir en alta definición a través del Multiplex Autonómico Privado (MAUTP) de Cataluña, reescalando la señal en definición estándar.
El 30 de agosto se inició la nueva etapa del canal con nuevo logo. Con presentadores procedentes de Teve.cat (el antiguo canal de los nuevos propietarios) y con presentadores catalanes reconocidos como Toni Albà, Frank Blanco, Ares Teixidó y Samanta Villar. Tras estos cambios, el canal lanzó una campaña publicitaria dirigida directamente a TV3, ya que se planteaba hacer competencia directa a los contenidos emitidos en la televisión pública catalana, incluyendo la programación íntegra en catalán, sin embargo, posteriormente el canal tuvo que abandonar esa intención lingüística por cuestiones internas. No obstante la apuesta ayudó al canal ya que un año después de los cambios, el canal consiguió su mejor dato de audiencia desde 2018.
Durante 2022 el canal comenzó a fichar a figuras de la política catalana para que presentaran algunos programas de la cadena, tal fue el caso de Josep Rull y Gabriel Rufián, posteriormente se incorporaron Vicent Sanchis y Pilar Rahola, quienes habían sido figuras fundamentales durante años anteriores en TV3, lo que fue visto como una acción en la búsqueda de atraer a un sector de la audiencia descontenta con los cambios presentados en la televisión pública catalana y a su vez presentarse como una opción alternativa a la misma, especialmente tras los cambios políticos presentados en Cataluña durante ese año.
La nueva apuesta del canal tuvo un funcionamiento discreto, se lograron incrementar los números de audiencia, sin embargo, tras alcanzar un pico del 1% en octubre de 2022, la cadena volvió a perder audiencia hasta establecerse en un promedio del 0,8% de promedio de cuota mensual. Los niveles de espectadores no fueron suficientes para cubrir los gastos generados por la nueva programación, por lo que a inicios de 2023 la cadena tuvo que desprenderse de algunos programas y colaboradores.En agosto de 2023 8TV entró en concurso de acreedores ante la crisis financiera que padecía.El 1 de octubre de 2023 se anunció el cierre del canal en un plazo de quince días debido a que la Generalidad de Cataluña había solicitado una prórroga al administrador judicial con el objetivo de recuperar la frecuencia para una futura licitación, finalmente a la medianoche del 17 de octubre cesaron las emisiones de 8TV.
Al cierre de Canal Català TV en febrero de 2014 parte de su programación migró a la cadena de televisión 8tv entre otros programas Queremos opinar... Al dejar de emitir en TDT 8tv en octubre de 2023 parte de la programación de 8tv migró a Canal 4 como el programa Queremos opinar...

## Programación
8tv emitía una programación generalista y bilingüe (en español y catalán) basada en el entretenimiento, actualidad y la política. Su oferta se concentraba en series y películas y, en menor medida, en programas de producción propia.

## Disponibilidad
- Emisión TDT (desde 17 de octubre de 2023 no emite no siendo sustituida por canal alguno):
  - Cataluña
  - Franja de Aragón
  - Andorra
- Emisión en Movistar+ (solo para emisiones a través de descodificador Movistar+)
  - Cataluña (en la actualidad emite Canal 4 TV Cataluña (desde 17 de octubre de 2023))
  - Comunidad Valenciana (desde 17 de octubre de 2023 no emite no siendo sustituida por canal alguno)
  - Islas Baleares (en la actualidad emite Canal 4 TV Mallorca (desde 17 de octubre de 2023))
  - Franja de Aragón (en la actualidad emite Canal 4 TV Cataluña)
  - Andorra (Andorra Telecom) (desde 17 de octubre de 2023 no emite no siendo sustituida por canal alguno)
- Emisión en Vodafone TV y Orange TV
  - Solamente emite en Cataluña (desde 17 de octubre de 2023 no emite no siendo sustituida por canal alguno)
- Internet:
  - Disponible por la plataforma de streaming Tivify al nivel nacional (desde 17 de octubre de 2023 no emite no siendo sustituida por canal alguno)

## Audiencias
A pesar de que este canal de televisión nació el 23 de abril de 2001, sus audiencias empezaron a medirse en 2008:
| Año  | Enero | Febrero | Marzo | Abril | Mayo | Junio | Julio | Agosto | Septiembre | Octubre | Noviembre | Diciembre | Media anual |
| ---- | ----- | ------- | ----- | ----- | ---- | ----- | ----- | ------ | ---------- | ------- | --------- | --------- | ----------- |
| 2008 | 3,3%  | 3,6%    | 3,1%  | 3,3%  | 3,0% | 3,1%  | 3,2%  | 3,3%   | 3,0%       | 2,7%    | 2,4%      | 2,5%      | 3,0%        |
| 2009 | 2,8%  | 3,1%    | 3,3%  | 4,0%  | 3,5% | 4,0%  | 3,8%  | 4,0%   | 3,9%       | 3,9%    | 3,8%      | 3,6%      | 3,7%        |
| 2010 | 3,4%  | 3,4%    | 3,3%  | 3,5%  | 3,5% | 3,3%  | 3,1%  | 3,1%   | 3,2%       | 3,2%    | 3,1%      | 3,1%      | 3,2%        |
| 2011 | 2,8%  | 2,9%    | 3,1%  | 2,8%  | 2,6% | 2,5%  | 2,5%  | 2,4%   | 2,9%       | 3,0%    | 3,2%      | 2,8%      | 2,8%        |
| 2012 | 2,8%  | 2,9%    | 3,2%  | 3,0%  | 3,3% | 3,5%  | 3,0%  | 2,3%   | 3,4%       | 3,8%    | 3,8%      | 3,3%      | 3,2%        |
| 2013 | 3,4%  | 3,3%    | 3,4%  | 3,6%  | 3,6% | 3,5%  | 3,4%  | 2,4%   | 3,7%       | 3,7%    | 3,3%      | 3,1%      | 3,4%        |
| 2014 | 3,2%  | 3,6%    | 3,5%  | 3,4%  | 3,8% | 3,7%  | 2,9%  | 2,3%   | 4,2%       | 4,4%    | 4,1%      | 3,3%      | 3,5%        |
| 2015 | 3,3%  | 3,7%    | 3,4%  | 3,3%  | 3,4% | 3,3%  | 2,5%  | 1,8%   | 3,9%       | 3,6%    | 3,8%      | 3,8%      | 3,3%        |
| 2016 | 3,6%  | 3,7%    | 3,6%  | 3,8%  | 3,5% | 3,7%  | 2,9%  | 2,5%   | 3,5%       | 3,3%    | 3,1%      | 2,8%      | 3,4%        |
| 2017 | 3,1%  | 3,4%    | 3,5%  | 3,2%  | 3,3% | 3,5%  | 2,3%  | 2,0%   | 2,4%       | 2,5%    | 2,4%      | 2,0%      | 2,8%        |
| 2018 | 2,0%  | 2,0%    | 2,0%  | 2,1%  | 2,1% | 1,6%  | 1,2%  | 0,9%   | 1,0%       | 0,9%    | 1,0%      | 0,8%      | 1,5%        |
| 2019 | 0,6%  | 0,6%    | 0,5%  | 0,5%  | 0,5% | 0,5%  | 0,6%  | 0,7%   | 0,6%       | 0,7%    | 0,8%      | 0,9%      | 0,6%        |
| 2020 | 0,9%  | 0,9%    | 0,9%  | 0,9%  | 0,9% | 0,8%  | 0,9%  | 0,9%   | 0,8%       | 0,8%    | 0,7%      | 0,7%      | 0,9%        |
| 2021 | 0,8%  | 0,7%    | 0,7%  | 0,8%  | 0,7% | 0,7%  | 0,8%  | 0,6%   | 0,3%       | 0,4%    | 0,5%      | 0,8%      | 0,6%        |
| 2022 | 0,7%  | 0,8%    | 0,8%  | 0,9%  | 0,8% | 0,8%  | 0,8%  | 0,7%   | 0,8%       | 1,0%    | 0,7%      | 0,8%      | 0,8%        |
| 2023 | 0,8%  | 0,8%    | 0,8%  | 0,8%  | 0,8% | 0,7%  | 0,8%  | 0,7%   | 0,8%       | 0,6%    |           |           |             |

## Futuro-presente de sus frecuencia en TDT
- En TDT donde emitía 8tv Cataluña:
  - Hasta 10 de septiembre de 2025 emite Canal 4 (Cataluña).
  - A partir del 11 de septiembre de 2025, en todas sus frecuencias en TDT; emitirá TV3 UHD la nueva señal en ultra alta Vdefinición UHD-4K del principal canal público generalista de la CCMA-3cat y el nuevo canal público,:íntegramente en catalán 2CAT de (TVE Cataluña).